# Björn-Hergen Schimpf
Björn-Hergen Schimpf (* 4. Dezember 1943 in Winsen (Luhe); eigentlich Hergen Schimpf) ist ein deutscher Hörfunk- und Fernsehmoderator.

## Leben
Schimpf ging mit 19 Jahren zur Bundeswehr und verließ diese nach acht Jahren im Rang eines Feldwebels. Anschließend war er unter anderem Volontär bei der Bild. 1978 wechselte er zu Radio Luxemburg. Von 1984 bis 1992 kommentierte Schimpf mit der Handpuppe Karlchen auf RTL plus in bissiger Form das Tagesgeschehen. Ab dem 2. Januar 1984 moderierte er zusammen mit Hans Meiser die 7-vor-7-Newsshow, 1988 präsentierte er die RTL-plus-Adventure-Show Match – Der härteste Mann Deutschlands. Von 1989 bis 1992 führte er darüber hinaus durch das Reisequiz Ein Tag wie kein anderer (RTL plus). 1993 erfolgte der Wechsel zur ARD. Dort moderierte er verschiedene Sendungen, unter anderem ein werktägliches vom WDR produziertes Call-In-Format im Ersten (Schimpf 19717).
1997 wechselte Schimpf dann wieder zu den Privaten und moderierte bei VOX die Reiseshow Björns Welt. 2000 ging er bei RTL wieder mit Karlchen auf Sendung. Vom 5. Oktober 2000 bis zum 10. Februar 2005 moderierte er bei Kabel Eins die Neuauflage von Was bin ich?.
In den Jahren 2005 und 2006 war Schimpf alias Karlchen bei RTL Radio – Die besten Hits aller Zeiten (ehemals Radio Luxemburg) auf Sendung, u. a. in Karlchens Plattenkiste, Karlchens Schlaumeierfrage und in der Comedy-Reihe Karlchens Kantinen-Klassiker. Seit 2008 ist Schimpf auch als Karlchen auf Hitradio RTL Sachsen zu hören.
Im Januar 2008 war Schimpf in der RTL-Realityshow Ich bin ein Star – Holt mich hier raus! als Campbewohner zu sehen.
Seit April 2009 arbeitet er für Sonnenklar.TV. Ebenfalls im Jahr 2009 absolvierte Björn-Hergen Schimpf seine erste Filmrolle in dem Kurzfilm Unter der Oberfläche unter der Regie von Kai E. Bogatzki.
Im September 2016 sendete Tele 5 die zwölf Folgen umfassende Dokusoap Old Guys on Tour (OGOT). Schimpf ging mit seinen TV-Kollegen Jörg Draeger, Frederic Meisner und Harry Wijnvoord gemeinsam mehrere Wochen den Jakobsweg. Komiker Karl Dall war als Reiseführer und Kommentator tätig.
Schimpf lebt im Wendland an der Elbe. Im Mai 2024 starb seine Ehefrau, mit der er 60 Jahre verheiratet war, an den Folgen einer Krebserkrankung. 2025 musste Schimpf das linke Bein amputiert werden.